# Pansio (minfartyg, 1947)
Pansio var ett minfartyg av Pukkio-klass som byggdes 1947 av Valmets Skatuddenvarvet i Helsingfors. Fartyget var av bogserbåtstyp och användes som stödfartyg för minsvepare, minläggare och patrullbåtar. Fartyget kunde bära 20 minor.

## Fartyg av klassen
- Pukkio
- Porkkala
- Pansio